# 李高 (嘉靖進士)
李高（1490年—？年），字仰之，广西桂林右衛軍籍灌陽縣人。明朝政治人物。

## 生平
治《易經》，正德八年（1513年）廣西鄉試第八名舉人，年三十四歲中式嘉靖二年（1523年）癸未科會試第三百五十四名，第三甲第一百八十五名進士。嘉靖三年正月选授南京山东道监察御史，四年因上疏申救元城知县张好古，被下狱降职。

## 家族
曾祖李福。祖父李智清。父李法森。前母周氏，母窦氏。慈侍下。兄李通、弟李山。